# عرن خشن
العرن الخشن (باللاتينية: Hypericum scabrum) نوع نباتي ينتمي إلى جنس العرن من الفصيلة العرنية.

## الموئل والانتشار
موطنه بلاد الشام وتركيا وأرمينيا.

## مرادفات للاسم العلمي
- (باللاتينية: Hypericum laeve Boiss. & Hausskn.)